# 마코 루비오
마르코 앤토니오 루비오(영어: Marco Antonio Rubio, 1971년 5월 28일~)는 미국의 정치인으로, 도널드 트럼프 2기 행정부의 초대 국무장관으로 재임 중이다.

## 학력
플로리다주 마이애미에서 쿠바 이민자의 아들로 태어났다. 플로리다 대학교에서 정치학을 전공했으며, 마이애미 대학교 로스쿨에서 법무박사(J.D.) 학위를 받았다.

## 이력
변호사 자격을 얻었으며, 웨스트마이애미 시청에서 일하다 2000년 공화당 소속으로 플로리다 주의회 하원 의원으로 선출되었다.
2007년~2009년 플로리다주 하원의장으로 재직했으며, 2010년 연방 상원의원 선거 출마를 결정, 선거에 집중하기 위해 2008년 주 하원의원 선거에 출마하지 않아 2009년 초 주의회 의원 임기가 종료되었다. 그는 같은 당 소속으로 역시 상원의원 선거를 준비하던 찰리 크리스트 주지사를 집중 공격했다. 쿠바계 이민자 후손이면서도 강경한 반이민 정책을 지지하고 적극적인 감세 정책을 추진하는 등의 보수적 성향으로 티파티의 집중적인 지원을 받으며 신예 정치인으로 급격히 부상하였고, 찰리 크리스트 주지사는 이에 반발하여 공화당을 탈당하여 무소속으로 선거에 나섰다.. 11월 선거에서 48.9%의 득표율로 크리스트 주지사를 제치고 당선되었다
2011년 1월 3일부터 시작되는 새 회기에 플로리다주 연방 상원의원으로 취임하였으며, 이 회기에서 100명의 상원의원 중 최연소로 미국의 보수 세력을 이끌 젊은 정치인으로 크게 주목받았다. 그는 2015년 4월, 2016년 대선의 공화당 후보로 출마하였다. 그러나 3월 15일 플로리다 경선에서 도널드 트럼프 후보에게 패배하면서 결국 후보직을 사퇴하였다.

## 역대 선거 결과
| 선거명        | 직책명                          | 대수  | 정당   | 득표율   | 득표수      | 결과 | 당락                     |
| ------------- | ------------------------------- | ----- | ------ | -------- | ----------- | ---- | ------------------------ |
| 2000년 재선거 | 하원의원 (플로리다 제111선거구) | 78대  | 공화당 | 71.60%   | 3,152표     | 1위  | 플로리다 주의원 당선     |
| 2000년 선거   | 하원의원 (플로리다 제111선거구) | 79대  | 공화당 | 단독후보 | 무투표      | 1위  | 플로리다 주의원 당선     |
| 2002년 선거   | 하원의원 (플로리다 제111선거구) | 80대  | 공화당 | 단독후보 | 무투표      | 1위  | 플로리다 주의원 당선     |
| 2004년 선거   | 하원의원 (플로리다 제111선거구) | 81대  | 공화당 | 66.32%   | 26,496표    | 1위  | 플로리다 주의원 당선     |
| 2006년 선거   | 하원의원 (플로리다 제111선거구) | 82대  | 공화당 | 100.00%  | 17,372표    | 1위  | 플로리다 주의원 당선     |
| 2010년 선거   | 상원의원 (플로리다 제3부)       | 112대 | 공화당 | 48.90%   | 2,645,743표 | 1위  | 플로리다주 상원의원 당선 |
| 2016년 선거   | 상원의원 (플로리다 제3부)       | 115대 | 공화당 | 51.98%   | 4,835,191표 | 1위  | 플로리다주 상원의원 당선 |
| 2022년 선거   | 상원의원 (플로리다 제3부)       | 118대 | 공화당 | 57.68%   | 4,474,847표 | 1위  | 플로리다주 상원의원 당선 |